# Rosmarie Welter-Enderlin
Rosmarie Welter-Enderlin (* 24. Februar 1935; † 4. April 2010) war eine Schweizer systemische Beraterin und Psychotherapeutin.

## Leben
Rosmarie Welter-Enderlin studierte nach der Wirtschaftsmatura das Fach Sozialarbeit in Zürich und Sozialwissenschaften an der Universität Michigan. 1973 unterrichtete sie Verhaltenstherapie an der Schule für Sozialarbeit in Zürich. Welter-Enderlin spezialisierte sich auf Paar- und Familientherapie und gründete 1987 das Ausbildungsinstitut für systemische Therapie und Beratung in Meilen, welches sie bis 2005 leitete. Sie verfasste zahlreiche Bücher und Artikel. Darüber hinaus gestaltete sie eine Reihe von Tonträgern, u. a. Macht macht Mühe und Affektive Rahmung therapeutischer und beraterischer Vorgehensweisen.
Sie wirkte als Lehrbeauftragte an der Universität Zürich und Mitglied im Editorial Board der internationalen Fachzeitschrift Family Process.

## Auszeichnung
2003: „American Family Therapy Academy Award“ in der Kategorie „Herausragender Beitrag zur Theorie und Praxis der Familientherapie“.

## Publikationen
- Einführung in die systemische Paartherapie. 1. Auflage. Carl-Auer, Heidelberg 2007, ISBN 978-3-89670-472-6.
- Resilienz. Gedeihen trotz widriger Umstände. 1. Auflage. Carl-Auer, Heidelberg 2006, ISBN 3-89670-511-3.
- Wie aus Familiengeschichten Zukunft entsteht. Aktualisierte, überarb. und erw. Auflage. Carl Auer, Heidelberg 2006, ISBN 3-89670-517-2.
- Deine Liebe ist nicht meine Liebe. Junferman, Paderborn 2005, ISBN 3-87387-602-7.
- zus. mit Bruno Hildenbrand: Systemische Therapie als Begegnung. 4., völlig überarb. und erw. Auflage. Klett-Cotta, Stuttgart 2004, ISBN 3-608-94150-9.
- Rituale – Vielfalt in Alltag und Therapie. 2. Auflage. Carl Auer, Heidelberg 2004, ISBN 3-89670-460-5.
- Paare – Leidenschaft und lange Weile. Lizenzausg., neu bearb. und aktualisierte Auflage. Herder, Freiburg im Breisgau 2003, ISBN 3-451-05290-3.
- Deine Liebe ist nicht meine Liebe. Herder, Freiburg im Breisgau 2000, ISBN 3-451-04836-1 (Neuausg. als Taschenbuch).
- Mit Krisen leben. Luzerner Psychotherapie-Tage, Luzern 1995, ISBN 3-9520927-0-3.
- Leitbilder und Leidbilder von Männern und Frauen in Zeiten des Übergangs. Diözesan-Caritasverband für das Erzbistum Köln, Köln 1994.
- Krankheitsverständnis und Alltagsbewältigung in Familien mit chronischer Polyarthritis. Psychologie-Verl.-Union, München 1989, ISBN 3-621-27084-1.
- zus. mit Verena L. Brunner: Verhaltenstherapie in der Sozialarbeit. Schweizerischer Berufsverband der Sozialarbeiter, Bern 1973.